# جاي هيل (لاعب كرة قدم أمريكية)
جاي هيل (بالإنجليزية: Jay Hill)‏ هو لاعب كرة قدم أمريكية أمريكي، ولد في 16 مارس 1975 في ليهي في الولايات المتحدة.